# Джарнел Синг Пиндранвале
Джарнел Синг Пиндранвале, или Джарнаил Сингх Бхидранвал (на английски: Jarnail Singh Bhindranwale или Jarnail Singh Brar, ਜਰਨੈਲ ਸਿੰਘ ਭਿੰਡਰਾਂਵਾਲੇ/ਬਰਾੜ) е Индийски сикхски религиозен водач, лидер на организацията „Damdami Taksal“ базирана в Индия.
На 3 юни 1984 година, Индийският премиер-министър Индира Ганди организира съвместно с военните операция „Синя звезда“ за освобождаване на завзетия от Пиндранвале и последователите му „Златен храм“ в Амритсар.
Пиндранвале загива при операцията с още над 500 други негови последователи.
Неговата и на сподвижниците му гибел става повод за убийството на Индира Ганди на 31 октомври 1984 година.